# Xabier Añoveros Trías de Bes
Xabier Añoveros Trías de Bes, né le 18 juin 1944 à Pampelune et mort le 4 septembre 2024 à Tui est un universitaire espagnol.
Il est professeur de droit commercial à l'université de Barcelone, et possède trois doctorats en droit commercial, sciences économiques et lettres. Il compte parmi les fondateurs de l'Union du peuple navarrais (UPN).
Il est veuf de Julia García-Valdecasas.